# Liste der Kulturdenkmäler in Worms-Hochheim
In der Liste der Kulturdenkmäler in Worms-Hochheim sind alle Kulturdenkmäler des Stadtteils Worms-Hochheim aufgeführt. Grundlage ist die Denkmalliste des Landes Rheinland-Pfalz (Stand: 1. Juni 2023).

## Denkmalzonen
| Bezeichnung                               | Lage                                                                                        | Baujahr | Beschreibung | Bild                           |
| ----------------------------------------- | ------------------------------------------------------------------------------------------- | ------- | --- | ------------------------------ |
| Denkmalzone Neuer jüdischer Friedhof      | Eckenbertstraße 112 Lage                                                                    | 1911    | an der Ostseite des christlichen Hauptfriedhofs 1911 nach Plänen von Stadtbaumeister Georg Metzler angelegt mit anspruchsvoller Jugendstil-Trauerhalle mit originaler Ausstattung, 1911, und bauzeitlichem Aufseherhaus mit Umfriedung; Grabstätten 1911 bis heute; Denkmal für die jüdischen Kriegsopfer 1914/18; Ehrenfeld für russische jüdische Kriegsopfer 1914/18; Feld für 14 russische nichtjüdische Kriegsgefangene 1939/45 | weitere Bilder Fotos hochladen |
| Denkmalzone Hauptfriedhof Hochheimer Höhe | Eckenbertstraße 114 Lage                                                                    | 1900–02 | 1900–02 angelegte langrechteckige bewaldete Parkanlage mit Brunnenanlagen und Ruhebänken, Verlängerung unter Gartenbaudirektor 1917–33; Friedhofsgebäude: neuromanische Sandsteinbauten, Architekt Georg Metzler, um 1900; Aussegnungshalle: Zentralbau auf kreuzförmigem Grundriss mit Vierungsturm, Anbauten mit Vorhallen (1902–04); Ehrenfelder für die Opfer des Ersten Weltkriegs, 1917/18, Ehrenfeld mit eisernen Grabkreuzen für die Veteranen von 1870/71, Feld für französische Kriegsopfer 1914/18 und französische Zivilisten, Denkmal „Patrie“; spätgotisches Friedhofskreuz, um 1490, Meister Thomas; Denkmal für die Gefallenen 1914/18, 1919 von Bildhauer Ernst Müller-Braunschweig, Charlottenburg; Gräberfelder für die Wormser Opfer 1914/18, Ehrenmal für die Toten der beiden Bombennächte 1945; „Alliierter Friedhof“; Feld mit Einzelgräbern russischer Kriegsopfer 1914/18, Ehrenmal 1918; Ehrenmal für 113 britische Kriegsopfer 1914/18; Gräberfeld für polnische Kriegsopfer 1939/45; zahlreiche private Grabstätten | weitere Bilder Fotos hochladen |
| Denkmalzone Himmelskronstraße             | Himmelskronstraße 5, 7, 9/11A, 11 und 15, Pfarrer-Johannes-Wilhelm-Weil-Straße 3 und 4 Lage |         | zusammen mit dem Baukomplex der ehemaligen Klosterkirche und der ehemaligen Amtsschaffnerei bilden die Anwesen eine Denkmalzone, die den zweiten Ortskern von Hochheim umfasst; eingeschossige barocke Wohnhäuser, teilweise Fachwerk, mit überdachten Torfahrten | Fotos hochladen                |
| Denkmalzone Karl-Bittel-Park (Pfrimmpark) |                                                                                             |         | siehe Liste der Kulturdenkmäler in Worms-Pfiffligheim | Fotos hochladen                |

## Einzeldenkmäler
| Bezeichnung                                   | Lage                                        | Baujahr                     | Beschreibung | Bild                           |
| --------------------------------------------- | ------------------------------------------- | --------------------------- | --- | ------------------------------ |
| Wohnhaus                                      | Berfritgasse 4 Lage                         | frühes 18. Jahrhundert      | Eckwohnhaus, teilweise Zierfachwerk, frühes 18. Jahrhundert | Fotos hochladen                |
| Evangelische Bergkirche St. Peter             | Berggasse 6 Lage                            | frühes 11. Jahrhundert      | frühromanische Krypta und Turmuntergeschosse aus dem frühen 11. Jahrhundert, die beiden Turmobergeschosse um 1200, nachgotisches Langhaus, bezeichnet 1609; Glocke von 1463                                          | weitere Bilder Fotos hochladen |
| Rathaus                                       | Binger Straße 53 Lage                       | ab 1594                     | barocker Krüppelwalmdachbau, bezeichnet 1772, Zierfachwerk vom Anfang des 18. Jahrhunderts, rückwärtiger Gebäudeteil bezeichnet 1594                                                                                 | Fotos hochladen                |
| Ortsverwaltung                                | Binger Straße 63 und 65 Lage                | 1890/1900                   | ehemaliges Schulhaus; Nr. 63: neuklassizistischer Putzbau, 1890; Nr. 65: Erweiterungsbau mit Erdgeschosshalle, gegen 1900                                                                                            | weitere Bilder Fotos hochladen |
| Hofanlage                                     | Binger Straße 70 Lage                       | ab dem 16. Jahrhundert      | Hofanlage; eingeschossiges Wohnhaus auf hohem Kellersockel, frühes 19. Jahrhundert, Kellerabgang bezeichnet 1585, Mannpforte bezeichnet 15[xx]                                                                       | BW                             |
| Torfahrt                                      | Binger Straße, zu Nr. 71 Lage               | 1597                        | Torfahrt, bezeichnet 1597 | BW                             |
| Inschrifttafel                                | Celtesstraße, an Nr. 8 Lage                 | 1717                        | Inschrifttafel der Stiftsmühle, bezeichnet 1717 | BW                             |
| Schlussstein                                  | Mühlpfad, an Nr. 6 Lage                     | 1747                        | Schlussstein der Schach’sche oder Riesenmühle, bezeichnet 1747 | BW                             |
| Villa                                         | Obergasse 6 Lage                            | 1908                        | stattliche Villa, Jugendstil- und Art Deko-Motive, 1908, Architekt Peter Klein | Fotos hochladen                |
| Katholische Pfarrkirche St. Maria Himmelskron | Pfarrer-Johannes-Wilhelm-Weil-Straße 3 Lage | ausgehendes 13. Jahrhundert | Saalbau, ausgehendes 13. Jahrhundert, barocker Dachreiter, barockisierender Glockenturm 1905, Eingangshalle 1951; mit Ausstattung                                                                                    | Fotos hochladen                |
| Kurpfälzische Amtsschaffnerei                 | Pfarrer-Johannes-Wilhelm-Weil-Straße 4 Lage | 1728                        | jetzt Kindergarten; eingeschossiger barocker Walmdachbau, 1728, Wirtschaftsgebäude mit kreuzgratgewölbtem Stall, frühes 19. Jahrhundert, Wirtschaftsgebäude mit Mansardkrüppelwalmdach, wohl aus dem 18. Jahrhundert | Fotos hochladen                |

## Ehemalige Kulturdenkmäler
| Bezeichnung                                         | Lage                                                                    | Baujahr      | Beschreibung | Bild            |
| --------------------------------------------------- | ----------------------------------------------------------------------- | ------------ | --- | --------------- |
| Spolie                                              | Binger Straße, an Nr. 33 Lage                                           |              | romanisches Blattkapitell; Gebäude 2013 abgebrochen und Verbleib unbekannt; aus Denkmalliste gelöscht                                                       | BW              |
| Denkmalzone Im Römergarten/Celtesstraße/Agnesstraße | Im Römergarten 3–27, Celtesstraße 5–25 und 10–28, Agnesstraße 1–22 Lage | 1920er Jahre | Reihenhauswohnsiedlung für kleine Beamte und Angestellte; in Gruppen zusammengefasste Walmdachbauten mit Vorgärten, 1920er Jahre; aus Denkmalliste gelöscht | Fotos hochladen |